# Open Journal Systems
Open Journal Systems (OJS, «Открытые журнальные системы») — открытое программное обеспечение для организации рецензируемых научных изданий, разработанное некоммерческим исследовательским проектом Public Knowledge Project. Распространяется по лицензии GNU General Public License.

## Описание
Система OJS предназначена для создания рецензируемых электронных журналов с открытым доступом и позволяет не только публиковать статьи в интернете, но и организовывать весь рабочий процесс издательского дела: приём, рецензирование и каталогизирование статей. Подача статей производится через интернет.
В журналах OJS пользователи делятся на группы с различными привилегиями: менеджер издания, редактор, рецензент, автор, читатель и другие. OJS включает в себя расширение для распространения журнала по подписке. Редакторы журнала настраивают требования к статьям, секции, по которым принимаются статьи, процесс рецензирования и многое другое.

### Устройство и возможности
Система OJS написана на PHP и может быть запущена на любом веб-серверe с поддержкой данного интерпретатора; в качестве базы данных используется MySQL или PostgreSQL.
Данное программное обеспечение обладает модульной структурой и имеет возможность подключения плагинов, для расширения функционала, аналогично многим открытым продуктам, разрабатывающимся сообществами разработчиков, таких как WordPress. Существуют плагины, позволяющие индексировать содержимое журнала в Google Scholar и PubMed Central. Плагин подписки реализует поддержку стандартов RSS и Atom. Open Journal Systems соответствует стандартам проекта LOCKSS, что позволяет безопасно собирать, хранить и предоставлять доступ ко всем статьям журнала в долгосрочной перспективе. OJS поддерживает идентификаторы цифровых объектов, что позволяет регистрировать статьи в таких агентствах, как CrossRef, Multilingual European DOI Registration Agency и DataCite.
Для вовлечения читателей в процесс создания журнала сообществом Public Knowledge Project был разработан набор инструментов Reading Tools, предоставляющий доступ к смежным исследованиям, тематическим новостям, законодательным актам и другим ресурсам в открытых базах данных.
OJS многофункционален: имеется возможность провести информетрический анализ статей, поддерживается электронный кошелёк PayPal. Существует совместимость с системами научных конференций, таких как Easychair и Open Conference Systems. С помощью плагина LatexRender можно подключить возможность интерпретации TeX файлов и их рендеринга. OJS может рассматриваться как электронная библиотека, так как этот продукт обеспечивает доступ к контенту и расширенный поиск по нему (по автору, названию статьи, ключевым словам и др.). OJS позволяет проводить проверку загружаемого материала на плагиат с помощью встроенного модуля, путём поиска заимствований среди утверждений, не являющихся цитатами.

### Версии
Первая версия вышла в 2001 году. Последняя стабильная версия OJS 3.3.0-8 вышла 30 августа 2021 года.
В августе 2016 году вышло масштабное обновление платформы OJS 3.0.0, в котором полностью был изменен дизайн, добавлена поддержка PHP версий 7.0 и выше, а также реализованы новые плагины, например для визуального отображения статей в формате JATS XML (Lens Viewer). OJS версии 3.3 вышла в феврале 2021 года, как и обновленные версии других программных решений PKP - Open Monograph Press (OMP) и Open Preprint System (OPS) Архивная копия от 14 мая 2021 на Wayback Machine.

### Поддержка языков
Интерфейс OJS переведён более чем на 30 языков, включая русский, украинский, английский, немецкий, французский, испанский, португальский. Перевод осуществляется сообществом Public Knowledge Project.
Для размещаемых журналов OJS частично поддерживает многоязычность: так, многоязычными могут быть названия журналов и рубрик, сведения о журналах, названия статей. В то же время некоторые данные, например, фамилии, имена и отчества авторов статей не переводятся в стабильных версиях, включая последнюю 2.4.7.

## Применение
Open Journal Systems постоянно модернизируется за счёт сформировавшегося общества разработчиков и пользователей. Большой вклад в развитие проекта вносят члены различных университетов и научных изданий, таких как Brazilian Institute for Information in Science and Technology, The Journal of Medical Internet Research, Simon Fraser University и других.
К октябрю 2014 года по всему миру OJS был развёрнут не менее 24 тыс. раз. Проект используется для публикации статей, тестирования, исследований, экспериментов, организации репозитория документов и т. д. К концу 2013 года на базе Open Journal Systems насчитывался 7021 журнал, в которых было не менее 10 статей.
Системой пользуются несколько российских журналов, например Russian Journal of Herpetology и Петербургский психологический журнал СПбГУ. Платформа OJS развёрнута во многих институтах и научных центрах России (например, Карельский научный центр РАН). OJS внедряется на Украине как общегосударственная платформа научной периодики, используется как электронная издательская платформа во многих научных периодических изданиях, например Psychosomatic Medicine and General Practice, Запорожский медицинский журнал  и других. Ряд научных периодических изданий Казанского федерального университета также переводится на данную платформу.
Public Knowledge Project сотрудничает с Международной сетью доступных научных публикаций (INASP) для разработки учебно-исследовательских порталов в Африке, Бангладеш, Непале и Вьетнаме.
OJS, наравне с системой публикации Erudit, используется в проекте Synergies для создания учебного портала по канадским исследованиям в области гуманитарных и социальных наук. На основе OJS разработаны исследовательские порталы в Бразилии, Италии и Греции.

## Аналоги
Существуют аналогичные системы управления электронными научными журналами: ePublishing Toolkit, Digital Publishing System, GAPWorks, Ambra Publishing System, Drupal e-Journal.
В OJS, как и в других аналогичных продуктах, имеется ролевая модель и регистрация пользователей. Права доступа и открытость функции зависят от роли пользователя. Объекты имеют свою иерархию: журнал, выпуски, статьи. Наравне с Ambra и ePublishing Toolkit, в Open Journal Systems метаданные соответствуют стандарту OAI-PMH (Open Archives Initiative Protocol for Metadata Harvesting), но в отличие от Ambra, в OJS не поддерживаются функции FEDORA API (Flexible Extensible Digital Object Repository Architecture). Метаданные в OJS хранятся в базе данных. Гибкость конфигурирования в OJS обеспечивается шаблонами Smarty, в то время, как в EPubTK используются XSLT шаблоны.
Open Journal Systems является одним из самых продвинутых продуктов по управлению электронными журналами, позволяя организовывать процесс публикации, рецензирования и контроля за всем жизненным циклом научной статьи. Управление OJS является простым и может не требовать детального изучения документации в отличие от EPubTK. В данном программном обеспечении полноценно поддерживаются метаданные по сравнению с DPubS. OJS — кроссплатформенный продукт, который постоянно обновляется и активно поддерживается сообществом.